# Les Films du Losange
Les Films du Losange — французька кіностудія. Була заснована 1962 року Барбетом Шрьодером та Еріком Ромером.
Студія випустила близько 80 фільмів.
1. 1 2 3  SIRENE